# Codrington Lagoon
Codrington Lagoon är en lagun i Antigua och Barbuda.   Den ligger i parishen Barbuda, i den norra delen av landet, 60 kilometer norr om huvudstaden Saint John's.
Omgivningarna runt Codrington Lagoon är en mosaik av jordbruksmark och naturlig växtlighet.